# حاتم عبد الحميد
حاتم عبد الحميد (بالعبرية: חאתם עבד אלחמיד‏) هو لاعب كرة قدم عربي إسرائيلي في مركز الدفاع ولد في يوم 18 مارس 1991 في بلدة كفر مندا، يلعب حالياً مع نادي سيلتيك وسبق له اللعب مع أندية مكابي تل أبيب ونادي رويال شارلروا ونا ودينامو بوخارست ونادي جينت وهابويل بئر السبع، في سنة 2017 بدأ باللعب مع منتخب إسرائيل لكرة القدم ويبلغ طوله 186 سم.

## مسيرته الكروية
لعب حاتم عبد الحميد خلال مسيرته الاحترافية مع 7 أندية في اثنا عشر موسمًا وسجل خلالها 8 أهداف ضمن 174 مباراة. ولم يفز بأي موسم بالكأس وفاز في موسمين بالدوري.
خاض حاتم عبد الحميد مسيرته مع نادي رويال شارلروا في موسم 2010–11 لمدة موسم واحد، مشاركًا في مباراة ولم يسجل أي هدف. ثم انتقل إلى نادي أسدود في موسم 2011–12 في المرة الأولى ليلعب معه أربعة مواسم ثم في موسم 2016–17 لمدة موسم واحد، حيث شارك طوالها في 105 مباراة سجل خلالها هدفًا واحدًا. لينتقل بعدها إلى نادي دينامو بوخارست في موسم 2014–15 لمدة موسم واحد، مشاركًا في 13 مباراة سجل خلالها 3 أهداف. ثم انتقل إلى نادي غينت في موسم 2015–16 لمدة موسم واحد، مشاركًا في مباراة ولم يسجل أي هدف. هذا وانتقل لاحقًا إلى نادي هبوعيل بئر السبع في موسم 2017–18 ولمدة موسمين، مشاركًا في 49 مباراة سجل خلالها 4 أهداف. ثم انتقل بعدها إلى نادي سلتيك في موسم 2019–20 لمدة موسم واحد، مشاركًا في 5 مباريات ولم يسجل أي هدف.

## روابط خارجية
- حاتم عبد الحميد على موقع الاتحاد الدولي (مؤرشف)  (الإنجليزية)
- حاتم عبد الحميد على موقع الاتحاد الأوربي (الإنجليزية)
- حاتم عبد الحميد على موقع قاعدة بيانات كرة القدم.إي يو (الإنجليزية)
- حاتم عبد الحميد على موقع ناشيونال فوتبول تيمز (الإنجليزية)
- حاتم عبد الحميد على موقع Soccerbase.com (لاعب) (الإنجليزية)
- حاتم عبد الحميد على موقع Soccerway.com (الإنجليزية)
- حاتم عبد الحميد على موقع عالم كرة القدم.نت (الإنجليزية)